# Amor Prohibido
Amor Prohibido je peti glasbeni album mehiško-ameriške tejano pop pevke Selene.
Album je najprej izšel 22. marca 1994, nato pa kot del zbirke 20 Years of Music Collection (20 let glasbe) ponovno izšel 24. septembra 2002, vključeval pa je tudi dodatne pesmi, videospote ter dodatni intervju z njeno družino, prijatelji in bivšimi člani njene glasbene skupine, album pa sta izdali založbi EMI Records in EMI Latin. Pevkina najuspešnejša singla med letoma 1994 in 1995 sta bili pesmi »Amor Prohibido« in »No Me Queda Más.«

## Seznam pesmi
| Št.             | Naslov                         | Pisec                                 | Dolžina |
| --------------- | ------------------------------ | ------------------------------------- | ------- |
| 1.              | „Amor Prohibido‟               | A. B. Quintanilla III, Pete Astudillo | 2:49    |
| 2.              | „No Me Queda Más‟              | Ricky Vela                            | 3:17    |
| 3.              | „Cobarde‟                      | José Luis Borrego                     | 2:50    |
| 4.              | „Fotos y Recuerdos‟            | Chrissy Hynde, Ricky Vela             | 2:33    |
| 5.              | „El Chico del Apartamento 512‟ | A. B. Quintanilla III, Ricky Vela     | 3:28    |
| 6.              | „Bidi Bidi Bom Bom‟            | Selena Quintanilla, Pete Astudillo    | 3:25    |
| 7.              | „Techno Cumbia‟                | A. B. Quintanilla III, Pete Astudillo | 3:43    |
| 8.              | „Tus Desprecios‟               | A. B. Quintanilla III, Ricky Vela     | 3:24    |
| 9.              | „Si Una Vez‟                   | A. B. Quintanilla III, Pete Astudillo | 2:42    |
| 10.             | „Ya No‟                        | A. B. Quintanilla III, Ricky Vela     | 3:56    |
| Skupna dolžina: | Skupna dolžina:                | Skupna dolžina:                       | 32:37   |

| Posebna izdaja 20 Years of Music | Posebna izdaja 20 Years of Music                  | Posebna izdaja 20 Years of Music | Posebna izdaja 20 Years of Music |
| Št.                              | Naslov                                            | Pisec                            | Dolžina                          |
| -------------------------------- | ------------------------------------------------- | -------------------------------- | -------------------------------- |
| 11.                              | „Donde Quiera Que Estés‟ (featuring Barrio Boyzz) | K. C. Porter, Miguel Flores      | 4:29                             |